# Efekt wielkiej przyczyny
Efekt wielkiej przyczyny (major event-major cause bias) – błąd poznawczy związany z bezpodstawnym przypisywaniem znaczących przyczyn do zdarzeń uznawanych za znaczące.
Badania efektu wielkiej przyczyny rozpoczęły się w ósmej dekadzie XX wieku, w związku z zabójstwem amerykańskiego prezydenta J.F. Kennedy’ego. Samo zabójstwo miało miejsce w Dallas w 1963. W następnym roku Komisja Warrena ogłosiła, że za zabójstwem stoi pojedynczy zamachowiec nazwiskiem Lee Oswald. Oficjalnie podawane wyjaśnienia uznawane były jednak przez opinię publiczną za nieprawidłowe, szukano innych, alternatywnych sposobów wyjaśnienia śmierci prezydenta. W badaniu przeprowadzonym przez ośrodek Gallupa około 4/5 ankietowanych wskazało na zaangażowanie w zabójstwo innych prócz oficjalnie oskarżonego osób. Pojawiały się książki i artykuły na ten temat, spośród których wymienić można They've Killed the President Roberta Ansona z 1975, 2 lata późniejszą Coincidence or Conspiracy? Bernarda Fensterwalda czy wydaną jeszcze rok później Legend: The Secret World of Lee Harvey Oswald pióra Edwarda Epsteina. W tym kontekście w 1975 w The Washington Monthly pojawił się artykuł dziennikarza Toma Bethella, w którym autor postulował, że pojedynczy zamachowiec wydaje się przyczyną zbyt mało ważną, by wywołać tak poważne skutki, jak śmierć prezydenta. Bethell stwierdził więc, że taka przyczyna nie pasuje do efektu i dlatego ludzie starają się znaleźć inną, pasującą w ich mniemaniu. Dalej starał się obalić opisany przez siebie sposób myślenia, podając realny przykład niewielkiej przyczyny wywołującej znaczne efekty: infekcji wywoływanej przez bakterie.
Starając się opisać to zjawisko z psychologicznego punktu widzenia, McCauley i Jacques opisali hipotezę, zgodnie z którą ludzie do wyjaśnienia zdarzenia, które uznają za szczególnie ważne, potrzebują przyczyny, której przypisują odpowiednio wielką wagę. W 1979 opisali próbę doświadczalnego sprawdzenia tego pomysłu. Przeprowadzili 4 badania, w których wykazali, że ludzie mają większą skłonność do przypisywania organizacji zamachu grupie ludzi, jeśli plan się powiódł. Zamach nieudany, podczas którego niedoszły zabójca chybił, przypisują raczej pojedynczej osobie zamachowca. Tak więc to, czy potrafi on trafić, zależy w ocenie badanych od tego, czy zalicza się on do jakiejś grupy, czy też działa sam (nie zależą natomiast istotnie od konkretnych szczegółów postulowanej teorii spiskowej). Uzyskane wyniki zdziwiły McCauleya i Jacques. Badacze wyjaśnili je odbiorem grup terrorystycznych jako bardziej niebezpiecznych i lepiej zorganizowanych od zamachowców działających samotnie (chociaż zauważyli brak danych mogących potwierdzić taki pogląd). Myślenie takie McCauley i Jacques określili jako nieracjonalne.
Kolejne badania potwierdziły wcześniejsze wnioski: przeżycie celu zamachu zmniejsza wiarę w stojącą za nim grupę terrorystyczną. Skuteczność zamachu nie zależy w ocenie badanych od cech zamachowca (od tego choćby, czy strzelał celnie), ale od tego, czy należy do jakiejś grupy.
Efekt wielkiej przyczyny zalicza się do mechanizmów kompensacyjnych, mających za zadanie poradzenie sobie przez daną osobę z nieprzewidywalnością zamieszkiwanego przez nią świata, podobnie jak wiara w spiski, zmniejszająca ambiwalencję, pozwalająca na stworzenie prostej wizji świata, bez niejednoznaczności.
Kolejne doświadczenia wskazały na zależność efektu wielkiej przyczyny od nastawienia badanego. O ile umiejętność spojrzenia na świat z perspektywy drugiej osoby wiąże się z empatią i zachowaniami prospołecznymi, to odgrywa również negatywną rolę: związane z przyjęciem perspektywy innego w trudnej sytuacji rodzi napięcie, które popycha niekiedy w kierunku teorii spiskowych, których przyjęcie służy redukcji tego napięcia. Badani poproszeni o ocenę danej sytuacji z perspektywy poszkodowanego częściej oceniali jako znaczące skutki wymyślonego na potrzeby eksperymentu wypadku, niż probanci poproszeni o obiektywną ocenę zaistniałej sytuacji.
Innym czynnikiem związanym z efektem wielkiej przyczyny jest ocena rozmiaru skutków danego zdarzenia. Ponieważ odpowiednio ważne skutki wymagają odpowiednio ważnych przyczyn, wydarzenia oceniane przez daną osobę jako bardziej istotne będą w ocenie tej osoby wymagały tak samo istotnych skutków.